# Séance (album)
Pour les articles homonymes, voir séance.
Albums de Dark Fortress
Stab Wounds
(2004) Eidolon
(2008)
Séance est le quatrième album studio du groupe de black metal symphonique allemand Dark Fortress.
Comme pour son prédécesseur, Stab Wounds, l'illustration de la pochette de l'album a été faite par Travis Smith de Trivium.
C'est le dernier album de Dark Fortress où Azathoth en est le vocaliste. En effet, ce dernier va quitter le groupe au cours de l'année suivante pour des raisons personnelles.
Le chanteur suivant du groupe, Morean, est le compositeur de la chanson Incide.
Les paroles de cet album abordent des thèmes comme celui de la fragilité de l'existence humaine et des illusions de l'Humanité. Cet album brise donc un peu le cliché de l'album de Black metal où l'apologie de la mort et du satanisme sont omniprésents.
L'album est sorti au cours de l'année 2006 sous le label Century Media Records. C'est le premier album de la discographie de Dark Fortress à ne pas être sorti sous un label underground, peu connu du grand public.

## Musiciens
- Azathoth - chant
- Asvargr - guitare
- V. Santura - guitare
- Draug - basse
- Paymon - claviers
- Seraph - batterie

## Liste des morceaux
| No  | Titre                               | Durée |
| --- | ----------------------------------- | ----- |
| 1.  | Ghastly Indoctrination              | 7:39  |
| 2.  | CataWomb                            | 6:41  |
| 3.  | Requiem Grotesque                   | 6:50  |
| 4.  | While They Sleep                    | 7:11  |
| 5.  | To Harvest the Artefacts of Mockery | 4:11  |
| 6.  | Poltergeist                         | 5:56  |
| 7.  | Revolution: Vanity                  | 5:14  |
| 8.  | Incide                              | 5:20  |
| 9.  | Shardfigures                        | 6:22  |
| 10. | Insomnia                            | 6:34  |